# Tratado de Bruselas (1948)
El Tratado de Bruselas de 1948 fue firmado el 17 de marzo del mismo año entre Francia, el Reino Unido, Bélgica, Países Bajos y Luxemburgo. Da nacimiento a la Unión Occidental (antecedente de la Unión Europea Occidental), incluyendo una cláusula de defensa mutua de todos los países firmantes. Las autoridades firmantes representantes de sus respectivos países fueron Georges Bidault por Francia, Ernest Bevin por Reino Unido, Paul-Henri Spaak por Bélgica, el barón Carel Godfried van Boetzelaer van Oosterhout por los Países Bajos y Joseph Bech por Luxemburgo.

## Contenido
Este tratado de cooperación económica, social y cultural y, esencialmente, de defensa colectiva (asistencia automática en caso de agresión contra alguno de sus miembros en territorio europeo), se inscribe en el contexto del tratado de Dunkerque de 1947 para la institución de un sistema de asistencia mutua automática en caso de agresión militar en Europa. El lugar de centralización se ubicó a Fontainebleau.

## Perspectivas
No obstante, frente a la amenaza soviética, los países europeos se giran rápidamente hacia los Estados Unidos con el fin de completar la eficacia de su seguridad, un transcurso que desembocará en la puesta en marcha de la OTAN en 1949.
El tratado de Bruselas sería adaptado en 1954, con la integración de Alemania y de Italia y se funde en el de Unión Europea Occidental.